# Rayon (géométrie)
Pour les articles homonymes, voir Rayon.

Rayon, diamètre, circonférence, cercle.

En géométrie, un rayon d'un cercle ou d'une sphère est un segment de droite quelconque reliant son centre à sa circonférence. Par extension, le rayon d'un cercle ou d'une sphère est la longueur de chacun de ces segments. Le rayon est la moitié du diamètre. En sciences et en ingénierie, le terme rayon de courbure est souvent utilisé comme synonyme de rayon.
Plus généralement — en géométrie, ingénierie, théorie des graphes et dans nombre d'autres contextes — le rayon d'un objet (par exemple un cylindre, un polygone, un graphe ou une pièce mécanique) est la distance de son centre ou axe de symétrie à ses points de surface les plus éloignés. Dans ce cas, le rayon peut être différent de la moitié du diamètre (dans le sens de plus grande distance entre deux points de l'objet).
Il peut aussi avoir plusieurs définitions spécifiques comme on le verra pour l'ellipse ci-dessous.

## Rayon d'un cercle
La relation entre le rayon {\displaystyle R} et la circonférence {\displaystyle L} d'un cercle est {\displaystyle R={\frac {L}{2\pi }}}.

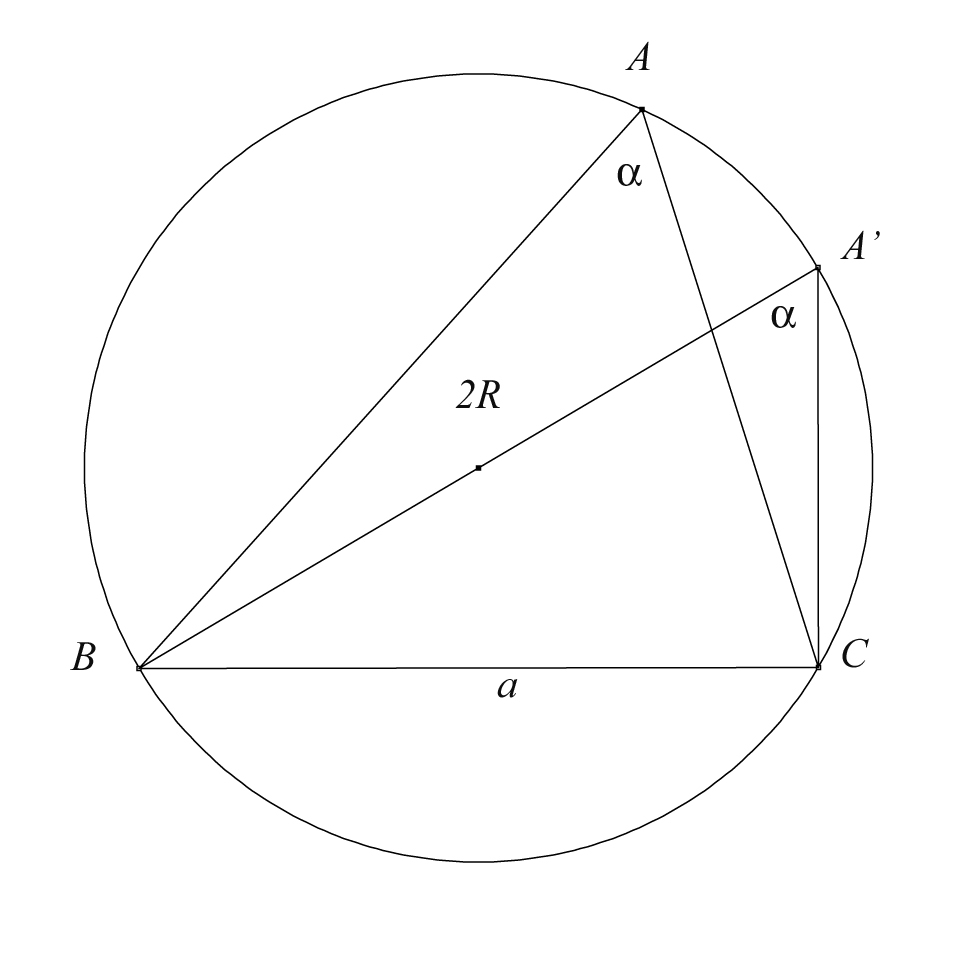
Triangle et cercle circonscrit.

Pour calculer le rayon {\displaystyle R} d'un cercle passant par trois points {\displaystyle A,B,C} on peut utiliser la formule suivante (voir Théorème de l'angle inscrit, Angle inscrit dans un demi-cercle et la figure ci-contre) :
{\displaystyle R={\frac {a}{2\sin \alpha }}},
où {\displaystyle a} est la longueur {\displaystyle BC} et {\displaystyle \alpha } la mesure de l'angle {\displaystyle {\widehat {BAC}}}.
Si les trois points sont donnés par leurs coordonnées {\displaystyle (x_{1},y_{1})}, {\displaystyle (x_{2},y_{2})} et {\displaystyle (x_{3},y_{3})}, on peut aussi utiliser la formule suivante (voir Loi des sinus et Aire d'un triangle) :
{\displaystyle R={\frac {\sqrt {\left(\left(x_{2}-x_{1}\right)^{2}+\left(y_{2}-y_{1}\right)^{2}\right)\left(\left(x_{2}-x_{3}\right)^{2}+\left(y_{2}-y_{3}\right)^{2}\right)\left(\left(x_{3}-x_{1}\right)^{2}+\left(y_{3}-y_{1}\right)^{2}\right)}}{2\left|x_{1}y_{2}+x_{2}y_{3}+x_{3}y_{1}-x_{1}y_{3}-x_{2}y_{1}-x_{3}y_{2}\right|}}}.

## Rayons d'une ellipse

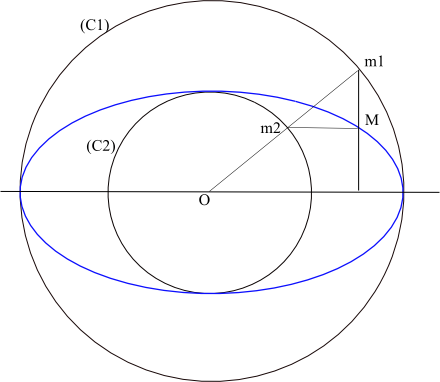
Cercle circonscrit et cercle inscrit dans l'ellipse.

On peut définir plusieurs notions de rayon pour une ellipse, notions redonnant celle de rayon classique dans le cas du cercle.
- Le demi grand axe {\displaystyle a} de l'ellipse s'interprète comme le rayon du cercle circonscrit à l'ellipse, ou cercle principal , et le demi petit axe comme le rayon du cercle inscrit, ou cercle secondaire. On peut définir comme "rayon moyen", la moyenne arithmétique de ces deux rayons : {\displaystyle R_{1}=(a+b)/2}.

- Le rayon surfacique est le rayon d'un cercle d'aire (surface) égale à celle de l'ellipse.

Il est égal à la racine carrée du produit des deux demi-axes de l'ellipse :
C'est donc la moyenne géométrique des demi-axes.
- Un autre rayon remarquable de l'ellipse est la distance moyenne d'un point parcourant l'ellipse à vitesse constante au foyer de cette ellipse. Ce rayon, qui est par définition égal à {\displaystyle R_{3}={{\int _{0}^{2\pi }{{\sqrt {(a(\cos t-e)^{2}+b^{2}\sin ^{2}t}}\,{\sqrt {a^{2}\sin ^{2}t+b^{2}\cos ^{2}t}}\,\mathrm {d} t}} \over {\int _{0}^{2\pi }{{\sqrt {a^{2}\sin ^{2}t+b^{2}\cos ^{2}t}}\,\mathrm {d} t}}}} se simplifie en la valeur {\displaystyle R_{3}=a} du demi grand axe.

- La distance moyenne à vitesse constante au centre de l'ellipse : {\displaystyle R_{4}={{\int _{0}^{2\pi }{{\sqrt {a^{2}\cos ^{2}t+b^{2}\sin ^{2}t}}\,{\sqrt {a^{2}\sin ^{2}t+b^{2}\cos ^{2}t}}\,\mathrm {d} t}} \over {\int _{0}^{2\pi }{{\sqrt {a^{2}\sin ^{2}t+b^{2}\cos ^{2}t}}\,\mathrm {d} t}}}} ne donne pas, elle, une valeur simple.

- La distance moyenne au centre de l'ellipse, à vitesse de l'anomalie excentrique t constante : {\displaystyle R_{5}={1 \over {2\pi }}{\int _{0}^{2\pi }{{\sqrt {a^{2}\cos ^{2}t+b^{2}\sin ^{2}t}}\,\mathrm {d} t}}} est égale, elle, à {\displaystyle L \over {2\pi }} où {\displaystyle L} est la longueur de l'ellipse. C'est donc le rayon d'un cercle de longueur égale à celle de l'ellipse.
- On peut aussi considérer l'écart-type de la distance entre deux points de l'intérieur de l'ellipse : {\displaystyle {\sqrt {\frac {\iint (M_{1}M_{2})^{2}dM_{1}dM_{2}}{\iint dM_{1}dM_{2}}}}} , soit {\displaystyle {\sqrt {\frac {\int _{0}^{1}\int _{0}^{1}\int _{0}^{2\pi }\int _{0}^{2\pi }((ar_{1}\cos t_{1}-br_{2}\cos t_{2})^{2}+(ar_{1}\cos t_{1}-br_{2}\cos t_{2})^{2})r_{1}r_{2}dr_{1}dr_{2}dt_{1}dt_{2}}{\int _{0}^{1}\int _{0}^{1}\int _{0}^{2\pi }\int _{0}^{2\pi }r_{1}r_{2}dr_{1}dr_{2}dt_{1}dt_{2}}}}} qui se simplifie en {\displaystyle R_{6}={\sqrt {\frac {a^{2}+b^{2}}{2}}}}, moyenne quadratique des demi-axes.

## Rayons d'un ellipsoïde
On peut définir plusieurs notions de rayon pour l'ellipsoïde de demi-axes {\displaystyle a\geqslant b\geqslant c} .

### Rayon moyen
Le "rayon moyen" est égal à la moyenne arithmétique des 3 demi-axes :

### Rayon volumétrique
Le rayon volumétrique est le rayon d'une sphère fictive de volume égal à celui de l'ellipsoïde considéré.
Il est égal à la moyenne géométrique des demi-axes :

### Rayon authalique
Le rayon authalique est le rayon d'une sphère fictive d'aire (surface) égale à l'aire {\displaystyle S} de l'ellipsoïde considéré, donc {\displaystyle R_{3}={\sqrt {S/4\pi }}}.
Par exemple dans le cas d'un ellipsoïde de révolution allongé (rotation d'une ellipse autour de son grand axe) {\displaystyle R_{3}={\sqrt {{\frac {b^{2}}{2}}+{\frac {ab}{2}}{\frac {\arcsin e}{e}}}}}.

## Rayon d'un polygone
Un rayon d'un polygone régulier est un segment reliant le centre de ce polygone à l'un de ses sommets. Sa longueur est par conséquent le rayon du cercle circonscrit à ce polygone.
Le rayon d'un polygone à n côtés de longueur c est donc égal à
{\displaystyle {\sqrt {\frac {c^{2}}{2-2\cos(2\pi /n)}}}={\frac {c}{2\sin(\pi /n)}}}
ou encore, en fonction de la longueur de l'apothème h, à
{\displaystyle {\frac {h}{\cos(\pi /n)}}}.

## Rayons de la Terre

### Données
| Rayon        | Valeur en kilomètres | Commentaire                                 |
| ------------ | -------------------- | ------------------------------------------- |
| maximal      | 6 384,4              | au sommet du Chimborazo                     |
| minimal      | 6 352,8              |                                             |
| équatorial   | 6 378,8              | demi-grand axe de l'ellipsoïde de référence |
| polaire      | 6 356,8              | demi-petit axe de l'ellipsoïde de référence |
| moyen        | 6 371,009            |                                             |
| authalique   | 6 371,007 2          |                                             |
| volumétrique | 6 371,000 8          |                                             |

### Historique
La première mesure du rayon de la Terre en astronomie a été effectuée par Ératosthène. Son calcul est le suivant : le Soleil est si éloigné que ses rayons arrivent parallèlement en tout point de la Terre. Il a lu qu'à Syène, les rayons tombent verticalement dans un puits le jour du solstice d'été. Cela veut dire que le Soleil passe par le zénith, il n'y a alors pas d'ombre. Plus au nord, au même instant, les rayons atteignent Alexandrie sous un angle non nul, qu'il mesure. L'angle mesuré est de un cinquantième de cercle. Cela signifie que la circonférence de la Terre est cinquante fois plus grande que la distance Syène-Alexandrie. Il avait lu également que les caravanes de chameaux partant de Syène mettaient cinquante jours pour arriver à Alexandrie en parcourant cent stades par jour. Il calcula que la distance entre les deux villes de la vallée du Nil était de 5 000 stades. Le stade équivaut à 158 m.
Par la mesure de l'ombre portée par ces objets de hauteur connue situés en deux points de latitude différente, il trouve la valeur de 250 000 stades pour la longueur du méridien, c'est-à-dire la circonférence terrestre. Cette mesure est exacte à 2 % près. Il en déduisit le rayon terrestre.

### Utilisation
Le rayon terrestre est utilisé pour de nombreux calculs astronomiques comme le calcul de la parallaxe diurne d'un astre :
Parallaxe diurne : deux observateurs se placent en deux points A et B de la Terre les plus éloignés possible et notent la configuration des étoiles entourant l'astre observé. Ils peuvent ainsi calculer les angles {\displaystyle {\widehat {ABP}}} et {\displaystyle {\widehat {BAP}}}, puis en déduire la parallaxe qui permettra d'obtenir la distance TP.